# Шиничиро Томонага

Шиничиро Томонага (на японски: 朝永 振一郎, с хирагана: ともなが しんいちろう, по-точна транскрипция по системата на Хепбърн: Tomonaga Shin'ichirō) е японски физик, носител на Нобелова награда за физика за 1965 година.

## Биография
Роден е на 31 март 1906 година в Токио, Япония. Учи в Имперския университет в Киото заедно с Хидеки Юкава, друг японски физик, носител на Нобелова награда за 1949. Основните му интереси са квантова електродинамика, по-специално теорията на групата на пренормировката.:с. 240
Умира на 8 юли 1979 година в Токио на 73-годишна възраст.